# Big City (pel·lícula de 1937)
Big City és una pel·lícula dramàtica dirigida per Frank Borzage. També es va estrenar com Skyscraper Wilderness.

## Argument
Joe Benton i la seva muller Anna són sospitosos de començar una guerra de taxis. Encara que són innocents, es culpen de tot allò que ha passat i els funcionaris demanen per a Anna que marxi dels Estats Units. Mentre intenta demostrar la seva innocència, el parell decideix amagar-se.

## Repartiment
- Luise Rainer com Anna Benton
- Spencer Tracy com Joe Benton
- Charley Grapewin com Robert, l'Alcalde
- Janet Beecher com Sophie Sloane
- Eddie Quillan com Mike Edwards
- Victor Varconi com Paul Roya
- Oscar O'Shea com John C. Andrews
- Eadie Adams